# Station Zdětín u Prostějova
Station Zdětín u Prostějova (Tsjechisch: Železniční zastávka Zdětín u Prostějova, vroeger: Bělecký mlýn, Duits vroeger: Bilekermühle) is een station in de Tsjechische gemeente Zdětín. Het station is onder beheer van de SŽDC en wordt bediend door stoptreinen van de České Dráhy.
Prostějov hlavní nádraží ↔ Prostějov místní nádraží ↔ Kostelec na Hané ↔ Lutotín ↔ Zdětín u Prostějova ↔ Ptení ↔ Stražisko ↔ Čunín ↔ Křemenec ↔ Konice ↔ Jesenec ↔ Dzbel ↔ Šubířov ↔ Nectava ↔ Chornice